# Schlicker Scharte
Die Schlicker Scharte ist ein 2456 m ü. A. hoher Übergang in den Stubaier Alpen in Tirol von der Schlick zum Seejöchl, von wo die Franz-Senn-Hütte und die Adolf-Pichler-Hütte erreichbar sind. Sie liegt zwischen der 2804 m hohen Schlicker Seespitze im Nordwesten und dem Hohen Burgstall (2611 m) im Südosten.
Die Schlicker Scharte ist Bestandteil des Stubaier Höhenwegs, der von der Starkenburger Hütte zur Franz-Senn-Hütte führt (ca. 7h).